# Tiago Guedes
Tiago Guedes (Tiago Rocha Guedes de Carvalho, Porto, 20 de junho de 1971) é um cineasta português.

## Carreira
Bacharel em Publicidade, pela Universidade Fernando Pessoa, recebeu formação em cinema na New York Film Academy (1997/98) e no Raindance of London (1999). Realizador de spots publicitários e videoclipes durante vários anos.
Estreou-se nas longas-metragens com o telefilme produzido pela SIC, Alta Fidelidade (2001). A sua primeira longa-metragem para o cinema, Coisa Ruim, foi estreada na abertura oficial do Fantasporto 2006. Os dois trabalhos têm co-realização de Frederico Serra e argumento de Rodrigo Guedes de Carvalho, jornalista e pivot da SIC e irmão de Tiago.
Em 2006 estreia-se como encenador na peça The Pillowman, da autoria de Martin McDonagh.
No ano de 2008  é feita a longa-metragem Entre os Dedos, novamente co-realizada com Frederico Serra e escrita por Rodrigo Guedes de Carvalho). Com Frederico Serra  realiza o telefilme Noite Sangrenta.
No ano de 2013 é o realizador da série Odisseia protagonizada por Bruno Nogueira e Gonçalo Waddington.
Em 2016 realiza a série  "Os Boys", juntamente com Stjepan Klein, para a RTP tendo Filipe Duarte como protagonista.

## Filmografia
- 1999: O Ralo (curta, co-realizada com Frederico Serra) - Vencedor do Prémio Leopard of Tomorrow no Festival de Locarno
- 1999: 11:00 A. M. (curta)
- 2000: Alta Fidelidade (telefilme co-realizado com Frederico Serra)
- 2001: Cavaleiros de Água Doce (telefilme)
- 2001: Acordar (curta, co-realizada com Frederico Serra) - Prémio do Júri - Melhor Curta Metragem no Newport International Film Festival de 2003
- 2003: O Meu Sósia e Eu (telefilme)
- 2005: Coisa Ruim (longa-metragem co-realizada com Frederico Serra)
- 2007: Homenzinho (curta)
- 2008: Entre os Dedos (longa-metragem co-realizada com Frederico Serra)
- 2010: Noite Sangrenta (telefilme, com Frederico Serra)
- 2014: Coro dos Amantes (curta)
- 2019: A Herdade[1]

Séries de televisão
- 2013: Odisseia
- 2016: Os Boys
- 2021: Glória (Série)

Outros
- 2001: Cão da Morte (videoclipe) - Mão Morta, Álbum: Primavera de Destroços
- 2004: Competência Para Amar (videoclipe) - Clã, Álbum: Rosa Carne
- 2006: The Pillowman (estreia como encenador da peça The Pillowman, da autoria de Martin McDonagh)

## Distinções
- Prémio Bisato d'Oro da crítica independente para Melhor Realização do filme A Herdade na 76.ª edição do Festival de Cinema de Veneza (2019).[1]
- Cavaleiro da Ordem das Artes e das Letras de França (2021)[2]

## Família
Tiago Guedes é filho de Rodrigo Jorge Ferreira Guedes de Carvalho (10 de Outubro de 1943) e de sua mulher Laura Maria Rocha. É sobrinho-neto do actor e encenador João Guedes e primo-sobrinho da actriz Paula Guedes. É casado com a atriz Isabel Abreu, de quem tem um filho e uma filha, Tiago de Abreu Guedes de Carvalho e Maria Pereira Guedes de Carvalho.